# Hostilian

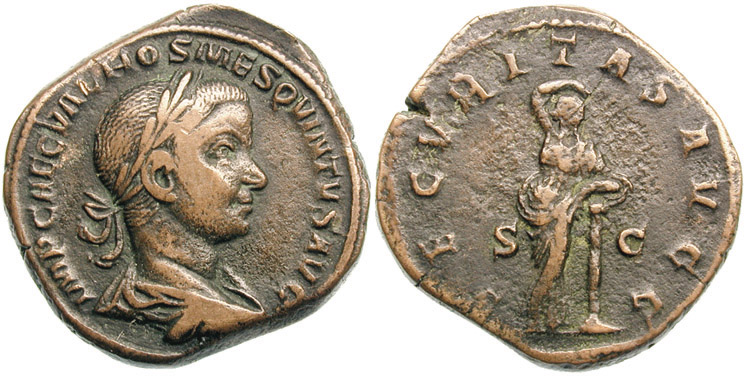
Sesterz des Hostilian mit Securitas auf der Rückseite

Gaius Valens Hostilianus Messius Quintus (* ca. 235; † November 251 in Viminatium) war römischer Kaiser von Juni bis November des Jahres 251. Er war der Sohn des Kaisers Decius und seiner Ehefrau Herennia Cupressenia Etruscilla und der jüngere Bruder des Mitkaisers Herennius Etruscus.

## Leben
Nach der Machtübernahme seines Vaters im Sommer 249 erhielt Hostilian im Jahre 250 zusammen mit seinem Bruder den Titel Caesar. Er stand aber im Schatten seines älteren Bruders, der schon bald nach Decius’ Machtübernahme mit einem eigenen militärischen Kommando betraut wurde. Anfang 251 machte Decius Herennius zum nominell gleichberechtigten Mitkaiser (Augustus). Damals bereitete er einen Feldzug gegen den Gotenkönig Kniva vor, der die Donaugrenze überschritten und auf römischem Gebiet geplündert hatte. Decius und Herennius zogen in den Krieg, der nunmehr ebenfalls zum Augustus erhobene Hostilian blieb mit seiner Mutter in Rom.
Der Feldzug wurde zum Desaster. Decius und Herennius starben in der ersten Junihälfte 251 in der Schlacht von Abrittus. Sie waren die ersten Kaiser, die im Kampf gegen auswärtige Feinde fielen.
Die Donauarmee proklamierte den Heerführer Trebonianus Gallus zum neuen Kaiser. Doch bevor dieser zur Durchsetzung seiner Ansprüche nach Rom marschieren konnte, bestätigte der Senat Hostilian, nachdem die Nachricht vom Tod seines Vaters und seines älteren Bruders eingetroffen war, im Juni 251 als Augustus. Decius, der vom Senat schon zu Lebzeiten in Anlehnung an den größten Feldherrn unter den römischen Kaisern den Ehrennamen Traianus erhalten hatte, und Herennius wurden auf Beschluss des Senates unter die Götter erhoben (divinisiert).
Um einen Bürgerkrieg zu vermeiden, akzeptierte Gallus den Sohn seines Vorgängers angeblich als Mitherrscher. Man einigte sich auf eine gemeinsame Regierung, wobei Gallus der Vorrang zukam. Gallus adoptierte Hostilian (nach Zosimos 1, 25, 1); sein eigener leiblicher Sohn Volusianus musste sich zunächst mit dem Titel Caesar begnügen.
Hostilian hielt sich zuletzt mit seinem Hof in der Grenzstadt Viminatium, dem Hauptquartier der 7. Legion, im östlichen Teil des heutigen Serbien auf, und ließ dort auch Münzen mit seinem Porträt prägen. Inwieweit er persönlich als Feldherr an militärischen Auseinandersetzungen mit den Goten beteiligt war, ist nicht überliefert.
Im November 251 starb Hostilian an der im Gotenkrieg in das Reich eingeschleppten Pest, so Aurelius Victor. Zosimos berichtet von einem Mordkomplott des Trebonianus Gallus.